# Satren
Die Satren (auch Satrer, altgriechisch Σάτραι Sátrai) waren ein thrakisches Volk, das die Wälder des Pangaion-Gebirges besiedelte und dort Gold- und Silberbergwerke betrieb. Der antike Schriftsteller Herodot charakterisierte sie als einen besonders freiheitsliebenden Stamm, der sich gegen das Eindringen der thasischen Kolonisten tapfer gewehrt hat  und auch von den Perserkönigen nicht unterjocht werden konnte. Xerxes I. hat bei seinem Durchzug das Gebirge gemieden.
Auf den höchsten Bergen des Pangaion befand sich vermutlich eine thrakische Orakelstätte des Dionysos, die den Satren gehörte und von deren Stammesverwandten, den Bessen, verwaltet wurde. Herodot stellte eine Analogie zum Priestertum des delphischen Apollo-Heiligtum fest und erkannte eine Entsprechung der thrakischen orakelverkündenden Priesterin und der delphischen Pythia. Die Lokalisierung des Heiligtums ist bisher nicht gelungen. Als ein möglicher Standort gilt die Höhle Asketotrypa beim Kloster Eikosiphoinissa im Norden des Pangaion-Gebirges.